# Distrikt Changuillo
Der Distrikt Changuillo liegt in der Provinz Nasca in der Region Ica im Südwesten von Peru. Der Distrikt wurde am 12. Januar 1945 gegründet. Er besitzt eine Fläche von 955 km². Beim Zensus 2017 wurden 2081 Einwohner gezählt. Im Jahr 1993 lag die Einwohnerzahl bei 2838, im Jahr 2007 bei 1950. Sitz der Distriktverwaltung ist die 244 m hoch gelegene Ortschaft Changuillo mit 258 Einwohnern (Stand 2017). Changuillo liegt knapp 36 km nordwestlich der Provinzhauptstadt Nasca.

## Geographische Lage
Der Distrikt Changuillo liegt im Nordwesten der Provinz Nasca. Der überwiegend aus Wüste bestehende Distrikt reicht im Süden bis zur Pazifikküste. Dort erstreckt sich das Schutzgebiet Reserva Nacional San Fernando. Im Norden des Distrikts münden die Flüsse Río Santa Cruz (von Westen kommend) sowie Río Ingenio und Río Nazca (von Osten kommend) in den Río Grande. Dieser durchquert den Distrikt in südlicher Richtung und mündet schließlich ins Meer. Im Westen verläuft ein bis zu 984 m hoher Gebirgskamm in Nord-Süd-Richtung. Im äußersten Südosten erhebt sich der 1785 m hohe Cerro Criterión.
Der Distrikt Changuillo grenzt im Westen an den Distrikt Santiago (Provinz Ica), im Norden und Nordosten an die Distrikte Santa Cruz und Llipata (beide in der Provinz Palpa), im Osten an die Distrikte El Ingenio und Nasca sowie im Süden an den Distrikt Marcona.

## Ortschaften
Im Distrikt gibt es neben dem Hauptort Changuillo folgende größere Ortschaften:
- Cabildo (301 Einwohner)
- San Javier (368 Einwohner)
- San Juan (236 Einwohner)